# Франклин (Теннесси)
Франклин — город в США в штате Теннесси. Расположен в округе Уильямсон. Окружной центр и крупнейший город округа. Является седьмым по численности населения городом штата.

## История
Город был основан 26 октября 1799 года Абрамом Мори-младшим. Был назван в честь Бенджамина Франклина. 30 ноября 1864 года около города состоялась битва при Франклине, ставшая одним из самых кровавых сражений Гражданской войны в США. В городе располагается большое количество исторических зданий, также здесь проходят разнообразные фольклорные фестивали.

## Население
По данным переписи населения 2010 года, в городе проживало 62487 человек. Расовый состав города был следующим: белые — 84,53 %, афроамериканцы и чернокожие — 10,35 %, коренные американцы — 0,24 %, азиаты — 1,61 %, уроженцы Гавайев и тихоокеанских островов — 0,05 %, представители других рас — 2,17 %, представители двух и более рас — 1,06 %, латиноамериканцы (любой расы) — 4,84 %. Средний возраст жителя составил 33 года.